# یاسناک (صربستان)
یاسناک (به صربی: Jasenak) یک منطقهٔ مسکونی در صربستان است که در اوبرنوواتس واقع شده‌است. یاسناک ۱۱٫۲۱ کیلومتر مربع مساحت و ۶۷۰ نفر جمعیت دارد و ۱۱۸ متر بالاتر از سطح دریا واقع شده‌است.